# Пазотти, Гаетан
Гаетан Пазотти (итал. Gaétan Pasotti SDB, 5 февраля 1890 года, Пинероло, Италия — 3 сентября 1950 года, Ратбури, Таиланд) — католический прелат, миссионер, первый ординарий и апостольский викарий Раябури с 28 февраля 1931 года по 3 сентября 1950 год, член мужской монашеской конгрегации салезианцев.

## Биография
Гаетан Пазотти родился 5 февраля 1890 года в Пинероло, Италия. Вступил в монашескую конгрегацию салезианцев. 13 марта 1916 года был рукоположён в священника, после чего занимался миссионерской деятельность в Шанхае, где работал в организованном салезианцами учебном заведении. В 1931 году это учебное заведение было переведено в Таиланд. 28 февраля 1931 года Гаетан Пазотти был назначен Святым Престолом апостольским администратором миссии Sui iuis Раябури, которая в 1934 году была преобразована в апостольскую префектуру и Гаетан Пазотти стал ординарием этой церковной структуры.
3 апреля 1941 года апостольская префектура Раябури была преобразована в апостольский викариат и Гаетан Пазотти был назначен апостольским викарием и титулярным епископом Бараты. 24 июня 1941 года состоялось рукоположение Гаетана Пазотти в епископа, которое совершил апостольский викарий Восточного Сиама Рене-Мари-Жозе Перро в сослужении с апостольским викарием Чантабури Джеймсом-Луи Ченгом.
24 июля 2003 года скончался в Ратчабури.